# Étrepigney
Étrepigney ist eine französische Gemeinde mit 432 Einwohnern (Stand 1. Januar 2022) im Département Jura in der Region Bourgogne-Franche-Comté. Sie gehört zum Arrondissement Dole und zum Kanton Mont-sous-Vaudrey. Die Bewohner nennen sich die Étrepignaciens.

## Geografie
Der Fluss Doubs bildet im Norden die Gemeindegrenze. Die Siedlung wird im Norden von einem Bach namens Doulonne tangiert. Die Nachbargemeinden sind La Barre im Norden, Rans im Nordosten, Plumont im Osten, Chissey-sur-Loue im Südosten, Chatelay im Süden, Germigney im Südwesten, Our und La Bretenière im Westen sowie Orchamps im Nordwesten.

## Bevölkerungsentwicklung
| Jahr                       | 1962 | 1968 | 1975 | 1982 | 1990 | 1999 | 2006 | 2017 |
| Einwohner                  | 262  | 279  | 252  | 297  | 321  | 357  | 379  | 430  |
| Quellen: Cassini und INSEE |      |      |      |      |      |      |      |      |

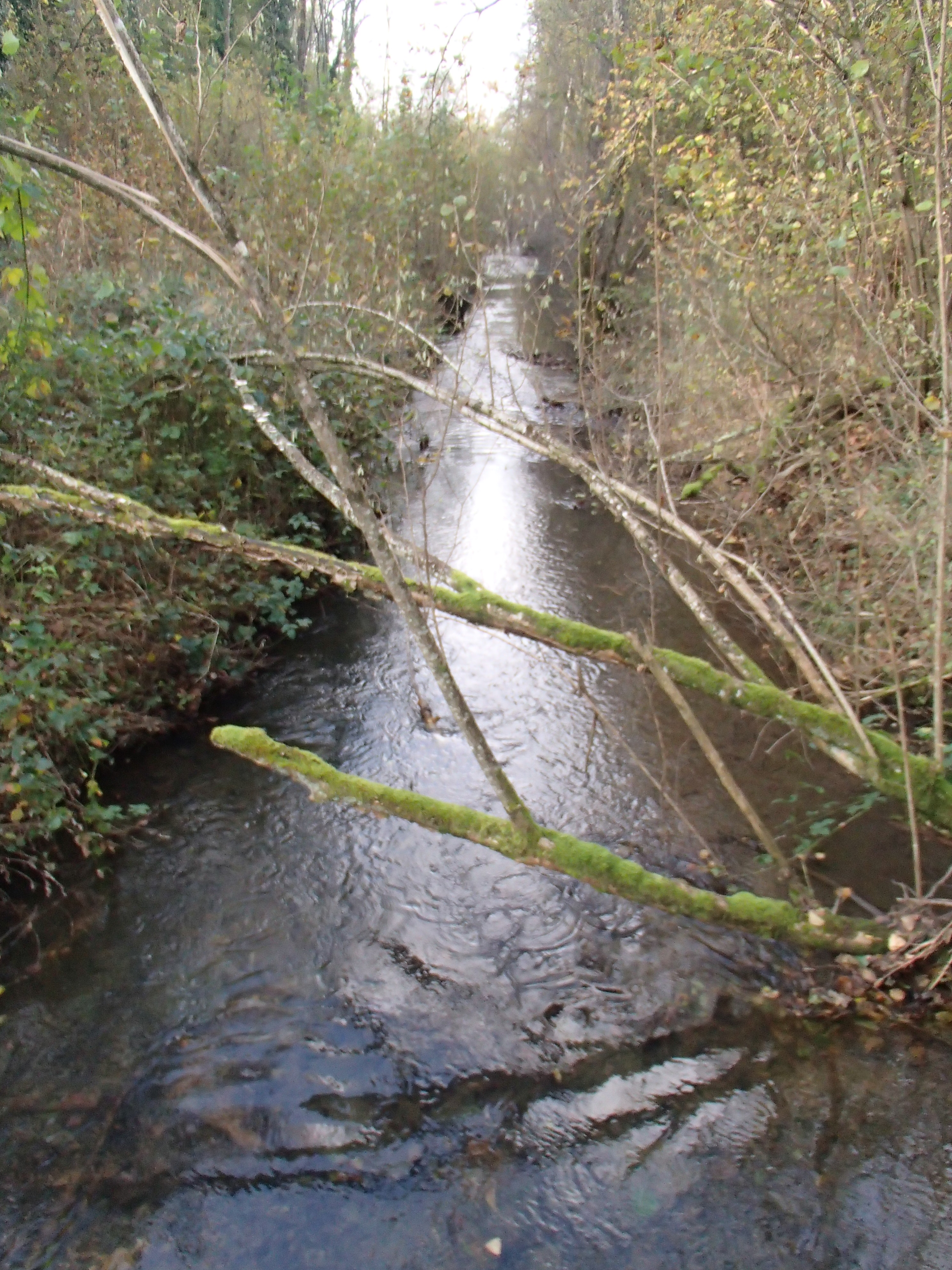
Die Doulonne
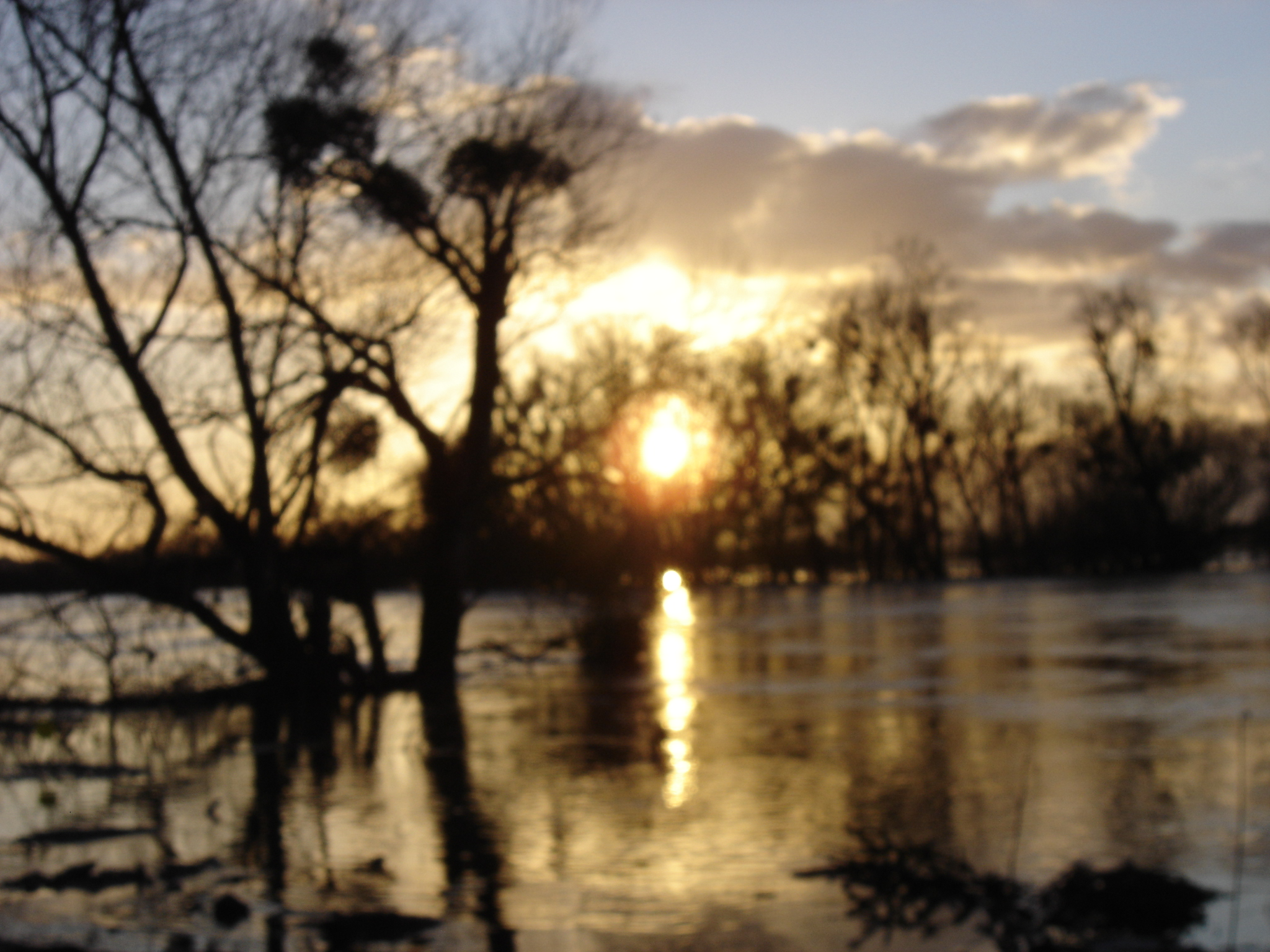
Der Doubs
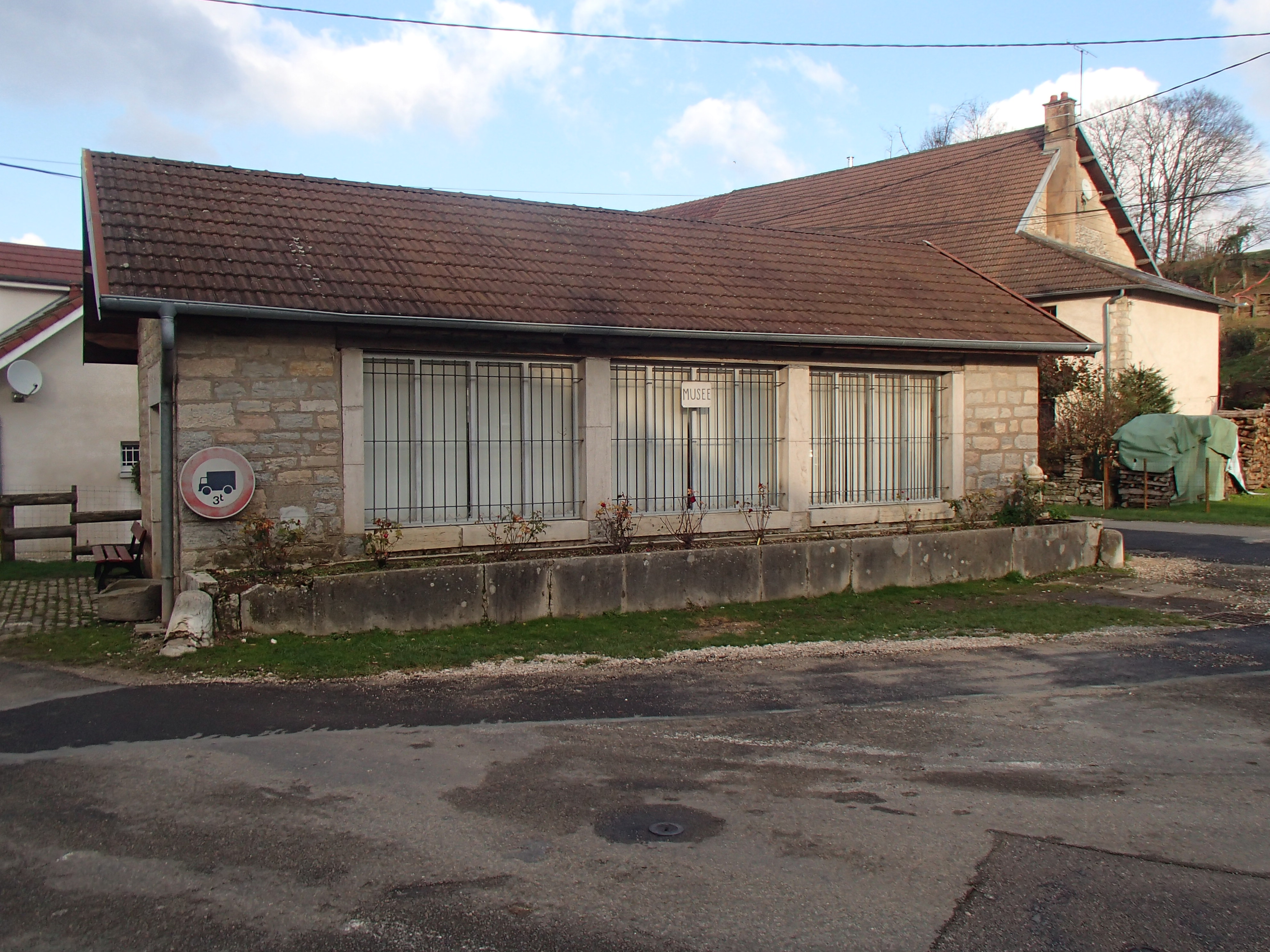
Museum
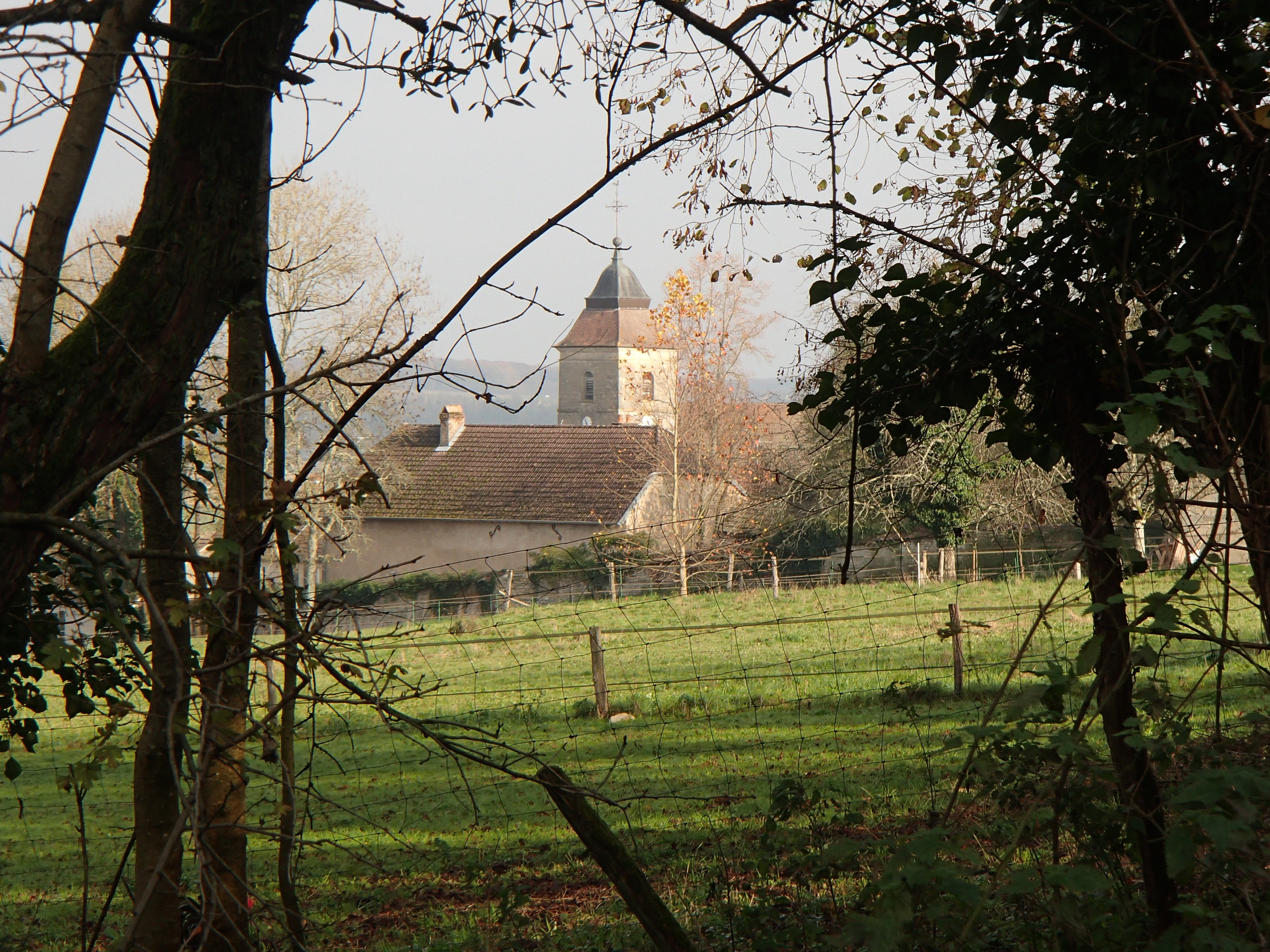
Kirche Saint-Étienne